# Tåge
Tåge er en sky der ligger på jorden; bittesmå dråber af vand der er lette nok til at svæve omkring i luften uden at falde ned som nedbør. I meteorologien skelner man mellem tåge når sigtbarheden er mindre end en kilometer, og dis hvis sigtbarheden er bedre.
Ligesom med nedbør skabes disse dråber ved, at vanddamp i atmosfæren tvinges til at kondensere til flydende vand når luften er mættet med damp. Denne mætning kan opstå hvis luften tilføres mere vanddamp end den kan "rumme", og dertil varierer mætningspunktet med temperaturen; jo varmere luften er, desto mere vanddamp kan den indeholde. Hvis man køler en næsten mættet luftmængde ned, ender luften også med at indeholde "for meget" vanddamp i forhold til temperaturen, og vandet tvinges til at kondenseres.
Den situation kan opstå på flere forskellige måder, og man skelner således mellem forskellige typer tåge:
- Advektionståge skabes når varm luft, som er næsten mættet med fugt, føres med vinden hen over en kold jord- eller havoverflade.

- Strålingståge forekommer, hvor jordoverfladen bliver kraftigt afkølet som følge af udstråling af varme, f.eks. i klare nætter.

- Blandingståge opstår når luftmasser med forskellig temperatur og vanddamp-indhold blandes, og blandingen ender med mere vanddamp end luften kan rumme ved den aktuelle temperatur. Den kan ses om vinteren, hvor meget kold luft kommer hen over en relativt varm vandoverflade, den såkaldte "sørøg" eller havgus.

- Orografisk tåge opstår når vinden presser en fugtig luftmasse op ad en stigning i terrænet; for eksempel en bjergside: Luften køles derved ned, og hvis mætningspunktet for vanddamp nåes, kondenseres dampen til tåge.

- Fronttåge skabes på samme måde som orografisk tåge; blot presses luften her op ad frontfladen på typisk en varmfront.